# Échenilleur à croupion blanc
Coracina leucopygia
Espèce
Statut de conservation UICN

 LC  : Préoccupation mineure
L'Échenilleur à croupion blanc (Coracina leucopygia) est une espèce de passereau de la famille des Campephagidae.

## Répartition
Il est endémique de Sulawesi en Indonésie.